# Streepsnavelarassari
De streepsnavelarassari (Pteroglossus sanguineus) is een vogel uit de familie Ramphastidae (toekans). Wordt ook wel beschouwd als ondersoort van de halsbandarassari P. torquatus.

## Verspreiding en leefgebied
Deze soort komt voor in westelijk Colombia en noordwestelijk Ecuador.